# 李在濬
李在濬（韓語：이재준，1990年10月20日—），韓國男演員，另譯李在俊。

## 个人生活
李在濬于2025年1月19日与两年多前重逢的初恋女友结婚，两人曾是小学同学。

## 演出作品

### 電視劇
- 2013年：tvN《戀愛操作團》飾演 徐炳勳（少年時期）
- 2015年：Mnet《The Lover》飾演 李俊在
- 2015年：tvN《第二個二十歲》飾演 Danny
- 2015年：KBS《我們家蜜罈子》飾演 姜馬陸[5]
- 2017年：OCN《救救我》飾演 申大植
- 2021年：Netflix《明天不要來》飾演 逸燮 (第11-12集)
- 2021年：SBS《現正分手中》飾演 Peter Park (客串第6集)
- 2023年：ENA《沙之花也有春天》飾演 郭振秀[6]

### 網路劇
- 2017年：SaengShow TV《完美无缺，那个家伙》飾演 無缺

### 電影
- 2014年：《無言家族》
- 2014年：《巨人》飾演 傳道士
- 2014年：《愛，不怕》飾演 韓志雄[7]
- 2015年：《愛上變身情人》飾演 金禹鎮[8]

### 綜藝
- 2017年：MBC every1《鄉村警察》
- 2018年：tvN SHOW《最新流行节目》

## 獎項
- 2015年：第2屆野花電影節新人男演員（提名）

## 外部連結
- 李在濬的Instagram帳戶
- 李在濬在NAVER上的资料
- 李在濬在Daum上的资料